# Wabbit (videojuego)
Wabbit es un videojuego de 1982, desarrollado por Apollo para Atari 2600. Es el primer título de consola con una mujer como protagonista.

## Jugabilidad
Wabbit es un juego de simulación agrícola con elementos del género matamarcianos en el que el jugador controla a un personaje femenino llamado «Billie Sue». La granja de Sue fue invadida por conejos que se comen su cosecha; para alejarlos, debe de arrojarles huevos podridos. El jugador gana puntos golpeando conejos, mientras que estos, a su vez, ganan puntos llevándose las zanahorias a sus madrigueras. A medida que aumenta la puntuación del jugador, los conejos se mueven progresivamente más rápido. La partida termina cuando Billie obtiene 1300 puntos o si los conejos llegan a 100 puntos; siempre que la puntuación del jugador alcanza un múltiplo de 100, la puntuación de los conejos se reduce.

## Desarrollo
A principios de la década de 1980, Apollo recibió varias cartas de fanáticos que sugerían posibles juegos. Coincidentemente, dos de esas cartas propusieron simultáneamente la idea de que un granjero defendiera una granja de conejos. Apollo había contratado recientemente a Van Mai (entonces Van Tran), una programadora originaria de Vietnam que había trabajado con gráficos por computadora para el Distrito Escolar Independiente de Dallas pero que era nueva en la industria de los videojuegos. Si bien las cartas mencionan un protagonista masculino, ella propuso crear un título dirigido a niñas con un personaje femenino, llamado Billie Sue. La propuesta fue aceptada y Tran diseñó y programó el juego, siendo la única desarrolladora del proyecto. El desarrollo tomó de cuatro a seis meses. Se exhibió en la Feria Estatal de Texas en octubre de 1982 en el momento del lanzamiento.

## Legado
El historiador de videojuegos Kevin Bunch describe a Wabbit como «colorido» y «probablemente uno de los mejores títulos que [Apollo] sacó al mercado". Un crítico moderno también elogió los gráficos del juego como «refrescantes» para su época, aunque criticó la jugabilidad como frustrante, particularmente a medida que aumentaba la velocidad de los conejos.
En particular, se informa que la entrega es el «primer título de consola con un personaje femenino jugable». Durante décadas, se han realizado esfuerzos para contactar a la programadora, cuyo nombre fue reportado por antiguos compañeros de trabajo como «Ban Tran». Su nombre real se descubrió en 2022 y la Video Game History Foundation la entrevistó en mayo de ese año. Wabbit fue el único juego que Tran desarrolló para Apollo, ya que la empresa se declaró en quiebra en noviembre de 1982; más tarde trabajó en una adaptación de Solar Fox para Atari 5200 para MicroGraphic Image, antes de dejar la industria de los videojuegos.